# 2011 UNIQA Lotus Ladies Cup
A 2011 UNIQA Lotus Ladies Cup a női versenyzők számára szervezett Lotus Ladies Cup autóverseny-sorozat első versenye volt. A versenyzők autói egyforma Lotus Elise 1,6 típusú, 138 lóerős, versenyzésre átalakított autók, Yokohama AD07 típusú gumikkal. A Lotus gyár kizárólag e sorozat részére soron kívül gyártatta le a 16 versenyautót.
A versenysorozat hét versenyből állt, amelyek mindegyike két napos volt. Egy versenyhétvége két 15 körös futamból állt. A rajtsorrendet időmérő kvalifikáció döntötte el, amit követett az első verseny. A második nap futamát az első nap végeredményének fordított felállásából kezdték meg. (Azaz aki szombaton nyert az első viadalon, az vasárnap az utolsó rajtkockából vágott neki a 15 körnek.)
A 2011-es versenyen az előzetesen tervezett 16 induló helyett csak 14-en álltak rajthoz. A versenyen a profi autóversenyzők mellett ismert személyiségek, művészek, politikusok is indultak. A csapatok versenyére egyesülettől függetlenül 3 fős csapatok nevezhettek.
A versenyek helyszíne 2011-ben a Hungaroring (5 verseny), valamint egy-egy versennyel a Pannonia-Ring, és a Slovakia Ring volt. A 2011-es versenynaptárban a Lotus Ladies Cup jelentős világversenyek, például a WTCC – Túraautó-világbajnokság, a World Series by Renault, valamint a Formula1 ENI Magyar Nagydíj betétfutamaként szerepelt.

## Nevezési lista
| Csapat                                     | Rajtszám | Pilóta                  |
| ------------------------------------------ | -------- | ----------------------- |
| ProexSport Kft. -Kalaschnikow Energy Team  | 807      | Bende Adrienn           |
| ProexSport Kft. -Kalaschnikow Energy Team  | 808      | Sas Szilvia             |
| ProexSport Kft. -Kalaschnikow Energy Team  | 811      | Budaházi Nóra           |
| ProexSport Kft. -Kalaschnikow Energy Team  | 812      | Kiss Ramóna             |
| ProexSport Kft. -Kalaschnikow Energy Team  | 815      | Répa Kata               |
| ProexSport Kft. -Kalaschnikow Energy Team  | 823      | Nánási-Ördög Nóra       |
| ProexSport Kft. -Kalaschnikow Energy Team  | 892      | Szentgyörgyi Fanni      |
| Főnix Motorsport Egyesület                 | 813      | Walterné Dancsó Adrienn |
| Főnix Motorsport Egyesület                 | 826      | Bánki Ágnes             |
| Főnix Motorsport Egyesület                 | 877      | Kőváry Anett            |
| Rado Central Kft. - RCM Motorsport         | 814      | Nagy Brigitta           |
| Pi-Do Racing Team Sportegyesület           | 833      | Bús Edina               |
| GFS Motorsport Egyesület - GFS Repsol Team | 882      | Molnár Ágnes            |

## Versenynaptár
| 2011-es Lotus Ladies Cup Versenynaptára | 2011-es Lotus Ladies Cup Versenynaptára | 2011-es Lotus Ladies Cup Versenynaptára | 2011-es Lotus Ladies Cup Versenynaptára |
|                                         | Dátum                                   | Megnevezés                              | Helyszín                                |
| --------------------------------------- | --------------------------------------- | --------------------------------------- | --------------------------------------- |
| I., II.                                 | Április 29. - Május 1.                  | Hungaroring Kupa                        | Hungaroring                             |
| III., IV.                               | Június 3-5.                             | WTCC betétverseny                       | Hungaroring                             |
| V., VI.                                 | Június 15-17.                           | Bernis Kupa                             | Slovakia Ring                           |
| VII.                                    | Július 1-3.                             | WSR betétverseny                        | Hungaroring                             |
| VIII., IX.                              | Július 29-31.                           | Forma 1 betétverseny                    | Hungaroring                             |
| X., XI.                                 | Augusztus 26-28.                        | Bernis Kupa                             | Pannónia-Ring                           |
| XII., XIII.                             | Szeptember 16-18.                       | Autós Gyorsasági OB                     | Hungaroring                             |

## Eredmények

### Pontozási rendszer
Pontot az első tizenöt helyezett kap az alábbiak szerint:
| Helyezés | 1. | 2. | 3. | 4. | 5. | 6. | 7. | 8. | 9. | 10. | 11. | 12. | 13. | 14. | 15. | Pole | Leggyorsabb kör |
| Pontok   | 20 | 17 | 15 | 13 | 11 | 10 | 9  | 8  | 7  | 6   | 5   | 4   | 3   | 2   | 1   | 1    | 1               |

### Egyéni
| 2011-es Lotus Ladies Cup Végeredménye | 2011-es Lotus Ladies Cup Végeredménye | 2011-es Lotus Ladies Cup Végeredménye      | 2011-es Lotus Ladies Cup Végeredménye | 2011-es Lotus Ladies Cup Végeredménye | 2011-es Lotus Ladies Cup Végeredménye | 2011-es Lotus Ladies Cup Végeredménye | 2011-es Lotus Ladies Cup Végeredménye | 2011-es Lotus Ladies Cup Végeredménye | 2011-es Lotus Ladies Cup Végeredménye | 2011-es Lotus Ladies Cup Végeredménye | 2011-es Lotus Ladies Cup Végeredménye | 2011-es Lotus Ladies Cup Végeredménye | 2011-es Lotus Ladies Cup Végeredménye | 2011-es Lotus Ladies Cup Végeredménye | 2011-es Lotus Ladies Cup Végeredménye | 2011-es Lotus Ladies Cup Végeredménye |
|                                       | Versenyző                             | Csapat                                     | I.                                    | II.                                   | III.                                  | IV.                                   | V.                                    | VI.                                   | VII.                                  | VIII.                                 | IX.                                   | X.                                    | XI.                                   | XII.                                  | XIII.                                 | Pontok                                |
| ------------------------------------- | ------------------------------------- | ------------------------------------------ | ------------------------------------- | ------------------------------------- | ------------------------------------- | ------------------------------------- | ------------------------------------- | ------------------------------------- | ------------------------------------- | ------------------------------------- | ------------------------------------- | ------------------------------------- | ------------------------------------- | ------------------------------------- | ------------------------------------- | ------------------------------------- |
| 1.                                    | Bús Edina                             | Pi-Do Racing Team Sportegyesület           | 1.                                    | 3                                     | 1.                                    | 1.                                    | 7.                                    | 1.                                    | 1.                                    | 1.                                    | 1.                                    | 1.                                    | 3.                                    | 1.                                    | 1.                                    | 252                                   |
| 2.                                    | Walterné Dancsó Adrienn               | Főnix Motorsport Egyesület                 | 5.                                    | Ki                                    | 3.                                    | 2.                                    | 1.                                    | 3.                                    | 2.                                    | 2.                                    | 2.                                    | 2.                                    | 1.                                    | 2.                                    | 10.                                   | 189                                   |
| 3.                                    | Budaházi Nóra                         | ProexSport Kft. -Kalaschnikow Energy Team  | 3.                                    | 1.                                    | 5.                                    | 4.                                    | Ki                                    | 7.                                    | 6.                                    | 4.                                    | 8.                                    | 5.                                    | 4.                                    | 3.                                    | 3.                                    | 157                                   |
| 4.                                    | Bende Adrienn                         | ProexSport Kft. -Kalaschnikow Energy Team  | 2.                                    | 2.                                    | 2.                                    | 9.                                    | 3.                                    | 4.                                    | 5.                                    | 3.                                    | 11.                                   | 8.                                    | 8.                                    | 7.                                    | 4.                                    | 156                                   |
| 5.                                    | Kiss Ramóna                           | ProexSport Kft. -Kalaschnikow Energy Team  | 8.                                    | 7.                                    | 6.                                    | 5.                                    | 4.                                    | 5.                                    | 3.                                    | 5.                                    | 4.                                    | 3.                                    | 2.                                    | 6.                                    | 6.                                    | 153                                   |
| 6.                                    | Sas Szilvia                           | ProexSport Kft. -Kalaschnikow Energy Team  | 6.                                    | 4.                                    | 4.                                    | 7.                                    | 5.                                    | 6.                                    | 7.                                    | 7.                                    | 6.                                    | 4.                                    | 5.                                    | 4.                                    | 2.                                    | 149                                   |
| 7.                                    | Benik-Garami Anett                    | Főnix Motorsport Egyesület                 | 4.                                    | 6.                                    | 7.                                    | 3.                                    | 2.                                    | 2.                                    | Ki                                    | 10.                                   | 3.                                    | Ki                                    | 6.                                    | 8.                                    | 5.                                    | 131                                   |
| 8.                                    | Bánki Ágnes                           | Főnix Motorsport Egyesület                 | 7.                                    | 5.                                    | 8.                                    | 6.                                    | 8.                                    | Ki                                    | 4.                                    | 6.                                    | 9.                                    | 6.                                    | Ki                                    | 5.                                    | 9.                                    | 104                                   |
| 9.                                    | Kőváry Anett                          | Zengő Motorsport Kft.                      | 10.                                   | 9.                                    | 10.                                   | 11.                                   | 6.                                    | 8.                                    | 8.                                    | 10.                                   | 10.                                   | 7.                                    | 7.                                    | 9.                                    | 7.                                    | 96                                    |
| 10.                                   | Nánási-Ördög Nóra                     | ProexSport Kft. -Kalaschnikow Energy Team  | -                                     | 8.                                    | NR                                    | 10.                                   | Ki                                    | 9.                                    | -                                     | 9.                                    | 7.                                    | -                                     | -                                     | 10.                                   | 8.                                    | 51                                    |
| 11.                                   | Nagy Brigitta                         | Rado Central Kft. - RCM Motorsport         | Ki                                    | Ki                                    | Ki                                    | Ki                                    | -                                     | -                                     | 9.                                    | 8.                                    | 5.                                    | -                                     | -                                     | -                                     | -                                     | 26                                    |
| 12.                                   | Molnár Ágnes                          | GFS Motorsport Egyesület - GFS Repsol Team | 9.                                    | Ki                                    | 9.                                    | 8.                                    | -                                     | -                                     | -                                     | -                                     | -                                     | -                                     | -                                     | -                                     | -                                     | 22                                    |
| -                                     | Répa Kata                             | ProexSport Kft. -Kalaschnikow Energy Team  | Ki                                    | NR                                    | Ki                                    | NR                                    | -                                     | -                                     | -                                     | Ki                                    | NR                                    | -                                     | -                                     | -                                     | -                                     | 0                                     |
| -                                     | Szentgyörgyi Fanni                    | ProexSport Kft. -Kalaschnikow Energy Team  | Ki                                    | Ki                                    | -                                     | -                                     | -                                     | -                                     | -                                     | -                                     | -                                     | -                                     | -                                     | -                                     | -                                     | 0                                     |

Rövidítések:
Ki − kiesett;
NR − nem állt rajthoz

### Csapat
| 2011-es Lotus Ladies Cup Végeredménye | 2011-es Lotus Ladies Cup Végeredménye | 2011-es Lotus Ladies Cup Végeredménye                    | 2011-es Lotus Ladies Cup Végeredménye | 2011-es Lotus Ladies Cup Végeredménye | 2011-es Lotus Ladies Cup Végeredménye | 2011-es Lotus Ladies Cup Végeredménye | 2011-es Lotus Ladies Cup Végeredménye | 2011-es Lotus Ladies Cup Végeredménye | 2011-es Lotus Ladies Cup Végeredménye | 2011-es Lotus Ladies Cup Végeredménye | 2011-es Lotus Ladies Cup Végeredménye | 2011-es Lotus Ladies Cup Végeredménye | 2011-es Lotus Ladies Cup Végeredménye | 2011-es Lotus Ladies Cup Végeredménye | 2011-es Lotus Ladies Cup Végeredménye | 2011-es Lotus Ladies Cup Végeredménye |
|                                       | Csapat                                | Versenyzők                                               | I.                                    | II.                                   | III.                                  | IV.                                   | V.                                    | VI.                                   | VII.                                  | VIII.                                 | IX.                                   | X.                                    | XI.                                   | XII.                                  | XIII.                                 | Pontok                                |
| ------------------------------------- | ------------------------------------- | -------------------------------------------------------- | ------------------------------------- | ------------------------------------- | ------------------------------------- | ------------------------------------- | ------------------------------------- | ------------------------------------- | ------------------------------------- | ------------------------------------- | ------------------------------------- | ------------------------------------- | ------------------------------------- | ------------------------------------- | ------------------------------------- | ------------------------------------- |
| 1.                                    | 3B Ladies                             | Bús Edina, Bende Adrienn, Budaházi Nóra                  | 1.                                    | 1.                                    | 1.                                    | 1.                                    | 2.                                    | 1.                                    | 1.                                    | 1.                                    | 2.                                    | 1.                                    | 2.                                    | 1.                                    | 1.                                    | 433                                   |
| 2.                                    | Főnix Ladies                          | Bánki Ágnes, Benik-Garami Anett, Walterné Dancsó Adrienn | 2.                                    | 3.                                    | 2.                                    | 2.                                    | 1.                                    | 1.                                    | 2.                                    | 2.                                    | 1.                                    | 3.                                    | 1.                                    | 2.                                    | 3.                                    | 363                                   |
| 3.                                    | School Team Ladies                    | Kiss Ramóna, Nánási-Ördög Nóra, Sas Szilvia              | 3.                                    | 2.                                    | 3.                                    | 3.                                    | 3.                                    | 3.                                    | 3.                                    | 3.                                    | 3.                                    | 2.                                    | 2.                                    | 3.                                    | 2.                                    | 303                                   |